# Jüdische Küche

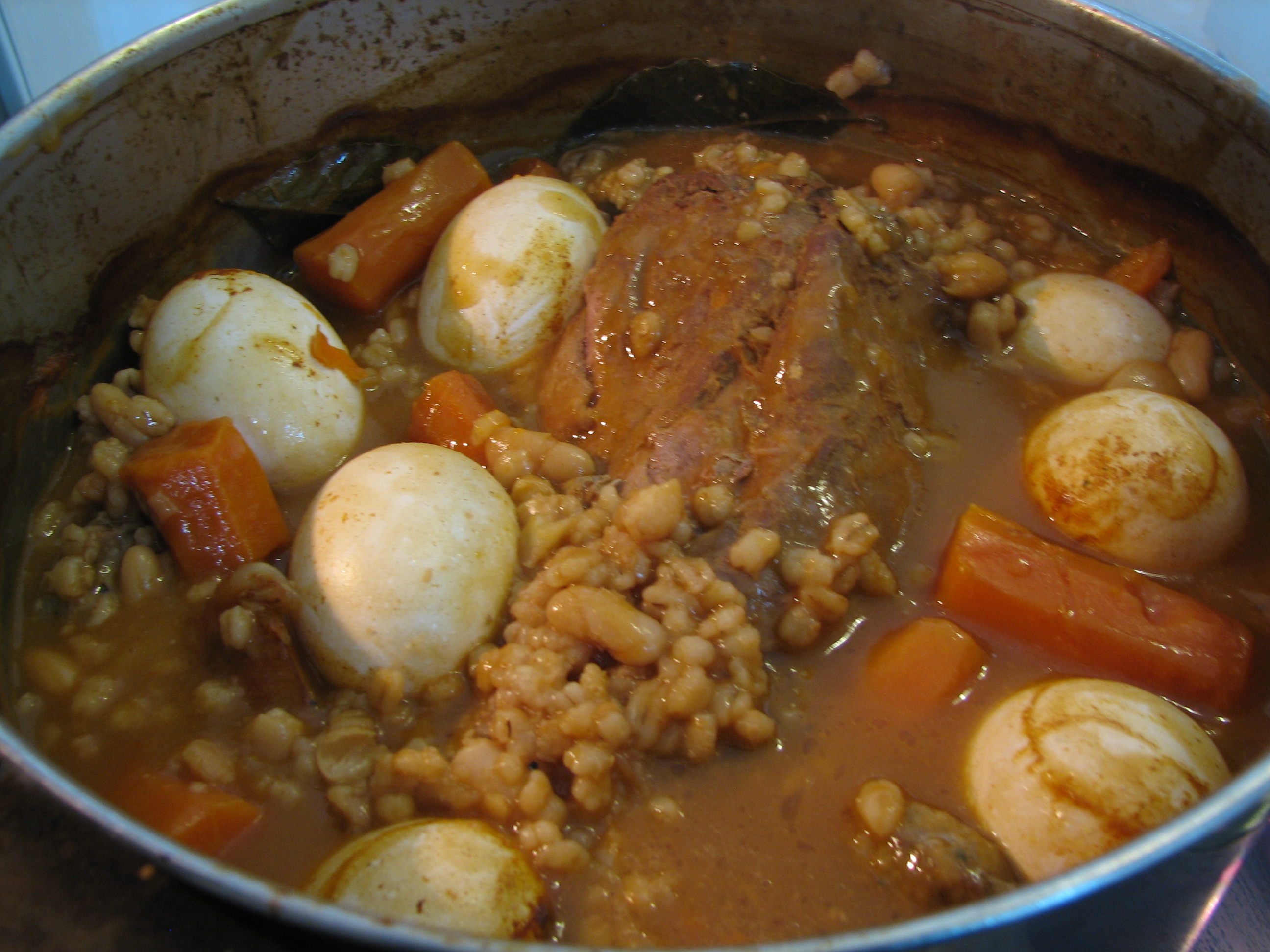
Tscholent oder Chamin nach sephardischer Art mit hartgekochten Eiern

Die jüdische Küche ist im Kern geprägt von den jüdischen Speisegesetzen. Darüber hinaus existiert keine einheitliche jüdische Küche, sondern eine Anzahl jüdischer Speisen, die von der Küche der Länder, in denen die Juden lebten und leben, beeinflusst sind. Generell kann man zwischen einer aschkenasischen und einer sephardisch-orientalischen Küche unterscheiden.

## Beschreibung
Die jüdische Küche ist eng mit den religiösen Festtagen und dem Sabbat verbunden und umfasst kulinarische Spezialitäten aus allen Ländern der Diaspora. Es handelt sich um eine familiär geprägte Kochkunst, die auf alten Traditionen beruht, wo die von der Kaschruth auferlegten Regeln sicherstellen, dass die Lebensmittel koscher sind. Das Fasten gibt Gelegenheit für üppige Feste davor und danach, und obwohl jüdische Religionsvorschriften Gier und Trunkenheit verbieten, wird gutes Essen geschätzt.
Traditionen spielen eine große Rolle: Beispielsweise wird der am Freitag für das Schabbat-Essen zubereitete Fisch von Ostjuden gebraten gegessen und von europäischen Juden gefüllt; Eier sind Symbole der Totalität und des Todes und Teil vieler Festtagsgerichte; Honig ist eine Erinnerung an das Gelobte Land. Die Form einiger Lebensmittel kann sich auf eine biblische Figur beziehen, wie zum Beispiel Hamantasch auf die „Ohren Hamans“, das beim Purim-Fest serviert wird, und das geflochtene Brot Challah erinnert an Opferbrot.
Die Küche der sephardischen Juden (aus Mittelmeerländern) und der aschkenasischen Juden (aus Mitteleuropa) geht auf eine gemeinsame Quelle zurück: Zum Beispiel werden Fleisch- und Gemüseeintöpfe im Backofen geschmort, was eine warme Mahlzeit am Samstag gewährleistet, wenn das Anzünden eines Feuers verboten ist. Jüdische Kochrezepte wurden stark von den in der Region verfügbaren Lebensmitteln und den lokalen Küchen beeinflusst: Nordafrikanische Juden genießen Couscous; iranische Juden essen gerne Gipa (mit Reis gefüllter Ochsen- oder Rindermagen) und Pilaw; aschkenasische Juden kochen Kartoffeln, Kugel, Lockschen-Nudeln und Kreplach sowie österreichische und russische Gerichte (Borschtsch, Strudel und Torten).
Im Großen und Ganzen setzt die jüdische Küche stark auf das Braten, zum Beispiel gebratene gefüllte Fische, mit Zucker gebratene Zwiebeln und gebratenes Fleisch, auch bei den mit Hackfleisch gefüllten marokkanischen Pastelas.
Seit Israel ein unabhängiger Staat ist, hat es seine eigene einheimische Küche entwickelt, wobei jede Einwanderungswelle tendenziell ihre ethnische Küche beibehält. Im Alltag essen die Israelis einfache Mahlzeiten basierend hauptsächlich auf rohem Gemüse (insbesondere Gurken und Avocados), Milchprodukten und Zitrusfrüchten. Wie im benachbarten Nahen Osten sind Gemüsepürees und gewürzte Fleischbällchen beliebt. Israel züchtet viele Truthähne und Enten und exportiert auch Foie Gras.
Typische russisch-jüdische Gerichte sind kalte Suppen mit hartgekochten Eiern oder Sauerampfer, süß-sauer gefüllte Karpfen und Makrele; Petchia/P'tcha (Kalbsfuß-Sülze) und Klopse aus Rinderhack mit Kalbsfett und Kräutern auf einem Bett aus Zwiebeln und Kräutern. Zum Schabbat gibt es traditionell Tscholent (im Ofen gegarte Rinderbrust mit Zwiebeln, Kascha bzw. Buchweizengrütze und Kartoffeln). Weitere Lieblingsgerichte sind gefüllter Gänsehals und Gribenes (Grieben aus Hühner- oder Gänsehaut mit Röstzwiebeln, serviert mit Sauerampferküchlein). Sauerkraut wird heiß zu geräucherten Rinderwürsten oder Gänsebraten oder auch kalt als Vorspeise gegessen. Zimmes aus Karotten oder Roter Bete in süß-saurer Soße wird als erster Gang oder als Beilage zu Fleisch serviert. Es gibt zahlreiche Nachspeisen auf Mehlbasis (Mehlspeisen). Einige ähneln typisch österreichischem Gebäck, viele werden mit Trockenfrüchten, Zimt und Mohn verfeinert. Marmeladen werden aus schwarzem Rettich und Honig sowie aus Zwetschgen und Walnüssen zubereitet.

## Geschichte

### Allgemeines
Die jüdischen Speisevorschriften basieren auf der Tora und der jüdischen Glaubenslehre. Zum Beispiel verzehren gläubige Juden keinerlei Milchprodukte gemeinsam mit fleischhaltigen Speisen. Ferner wird Fisch nur mit Milchprodukten oder pflanzlichen Lebensmitteln, aber nicht mit Fleisch kombiniert. Der Genuss zahlreicher Tiere ist verboten, weil sie nicht koscher sind. Um koscher zu sein, müssen Säugetiere ganz gespaltene Hufe haben und Wiederkäuer sein.
Ihren Ursprung hat die jüdische Küche wie die alten Hebräer in Vorderasien. Schon vor Jahrtausenden wurde sie maßgeblich beeinflusst von der Küche des Alten Ägyptens und Byzanz’. Die Autorin Salcia Landmann führt beispielsweise den hohen Stellenwert, den Knoblauch („schumim“), Lauch und Zwiebeln in der jüdischen Küche haben, auf diesen ägyptischen und byzantinischen Einfluss zurück.

### Lebensmittel
Wie bei andern orientalischen Völkern war bei den Israeliten pflanzliche Nahrung und vor allem Getreide („dagan“) der Hauptbestandteil der Ernährung. In Syrien ist das heute noch so.
Getreide:
Das wichtigste Getreide war Weizen, der in der Regel zu Mehl ausgemahlen wurde, wobei feines („solet“) und normales Mehl unterschieden wurden. Daraus wurde Brot mit oder ohne Hefe gebacken. Genauso wurde auch Gerste („se'orim“) verwendet (vgl. II Sam. xvii. 28; Richter vii. 13; II Könige iv. 42; Ezek. iv. 9, 12).
Gemüse:
Linsen („'adaschim“) wurden häufig verwendet, aber auch verschiedene Arten von Bohnen („pol“), aus denen gelegentlich auch Brot gebacken wurde. Gurken werden auch häufig erwähnt; auch heute noch leben die Armen in Großstädten wie Kairo oder Damaskus hauptsächlich von Brot und Gurken oder Melonen. Gurken werden meist roh als Salat mit Essig serviert. Numeri. xi. 5 erwähnt Lauch, Zwiebeln und Knoblauch („schumim“), die alle zur selben Pflanzenfamilie gehören. Sie wurden in der Regel roh mit Brot verzehrt. Heute werden Zwiebeln in Syrien wie Gürkchen eingelegt und zum Fleisch gereicht.
Früchte:
Es gab frühe Feigen („bikkurah“) und späte Feigen („te'enim“), die späte Sorte wurde getrocknet und zu Kuchen zusammengepresst („debelah“). Trauben wurden frisch oder getrocknet als Rosinen verwendet. Oliven wurden genauso wie heute frisch oder eingelegt genossen. Erwähnt werden auch Granatapfel, die Früchte des Maulbeerbaums, Dattel-Palmen, Pistazien, Mandeln und Walnüsse. Aus Carob wurde mit Wasser ein Getränk zubereitet. Ob Äpfel bekannt waren, ist unklar.
Gewürze:
Kreuzkümmel, Minze, Senf, Salz und Knoblauch.

## Einflüsse
Die aschkenasische Küche ist beeinflusst von der Küche Österreichs und der osteuropäischen Länder, zum Teil auch des Balkans, die sephardisch-orientalische von den Küchen Vorderasiens, besonders der arabischen, palästinensischen und türkischen, die auch auf dem Balkan verbreitet ist, sowie der spanischen und portugiesischen.
Salcia Landmann verweist auf die Unterschiede zwischen aschkenasischer und sephardischer Küche darauf, dass sich selbst in Israel viele aschkenasische Juden nicht für die Spezialitäten der sephardischen und orientalischen Juden erwärmen können und umgekehrt.
Als israelisches Nationalgericht gilt Falafel, ein arabisches Gericht, das von den osteuropäischen jüdischen Einwanderern Ende des 19., Anfang des 20. Jahrhunderts von der lokalen palästinensisch-arabischen Bevölkerung übernommen wurde.

## Spezialitäten

### Spezialitäten der aschkenasischen Küche
- Bagel
- BialyBialy
- Blintz
- Challa
- Chamin
- Chremslach
- Eier mit Zwiebeln
- Essigfleisch
- Farfel
- Fluden
- Gefilte Fisch
- Gehackte Leber

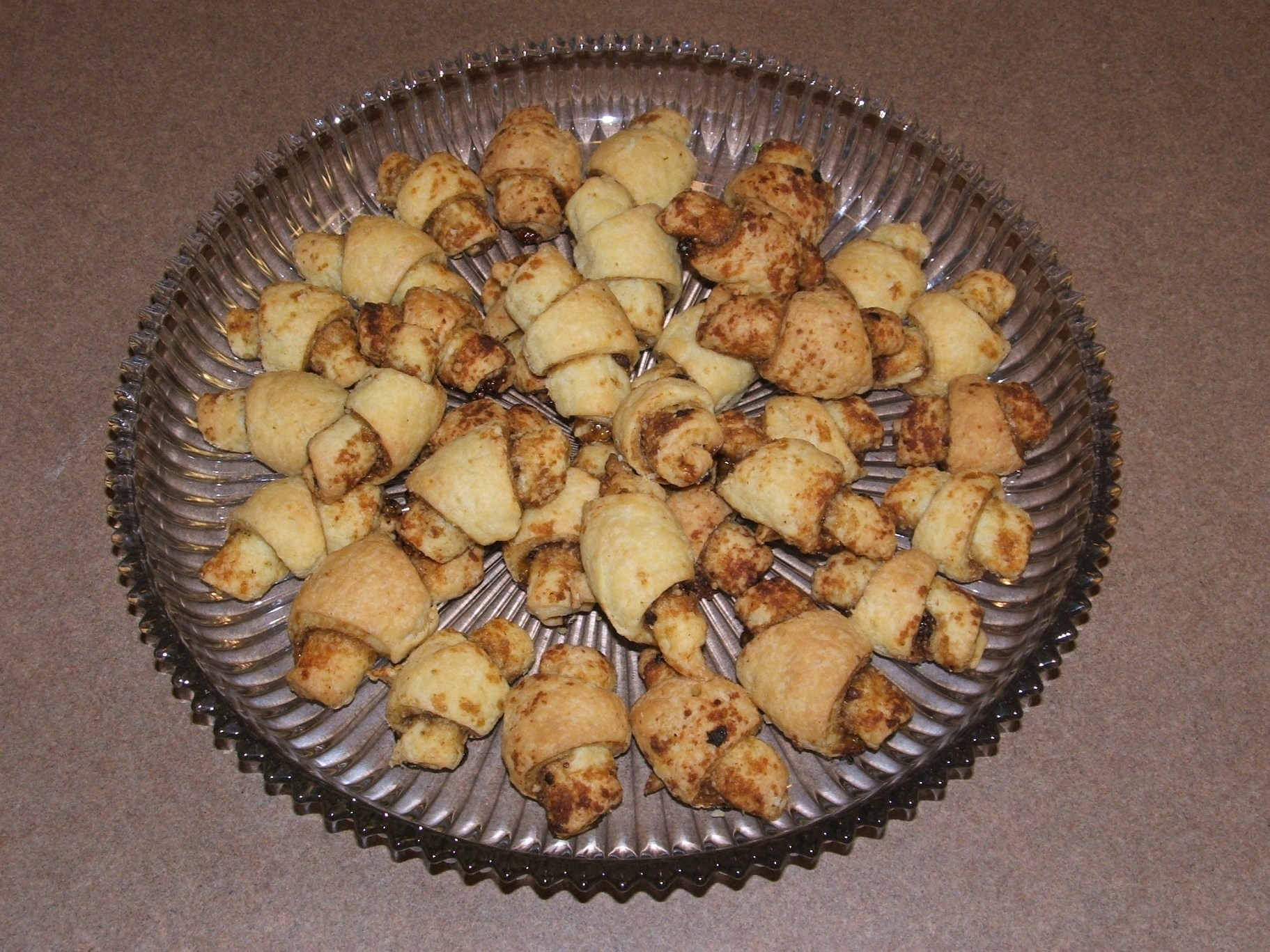
Rugelach

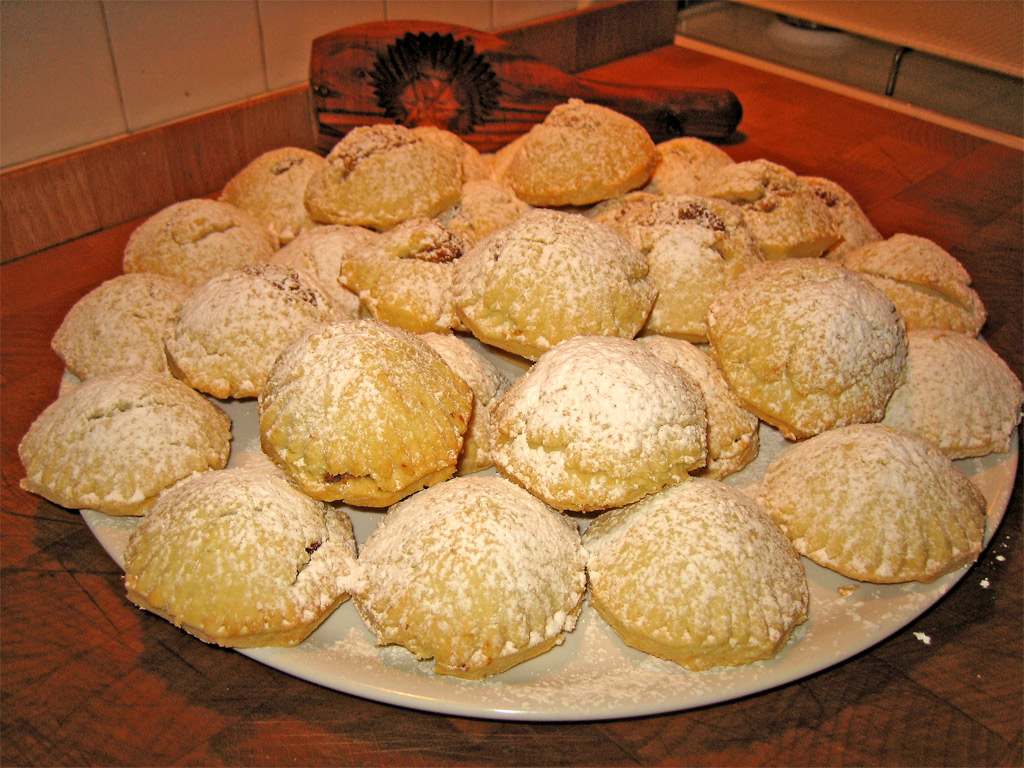
Ma'amouls

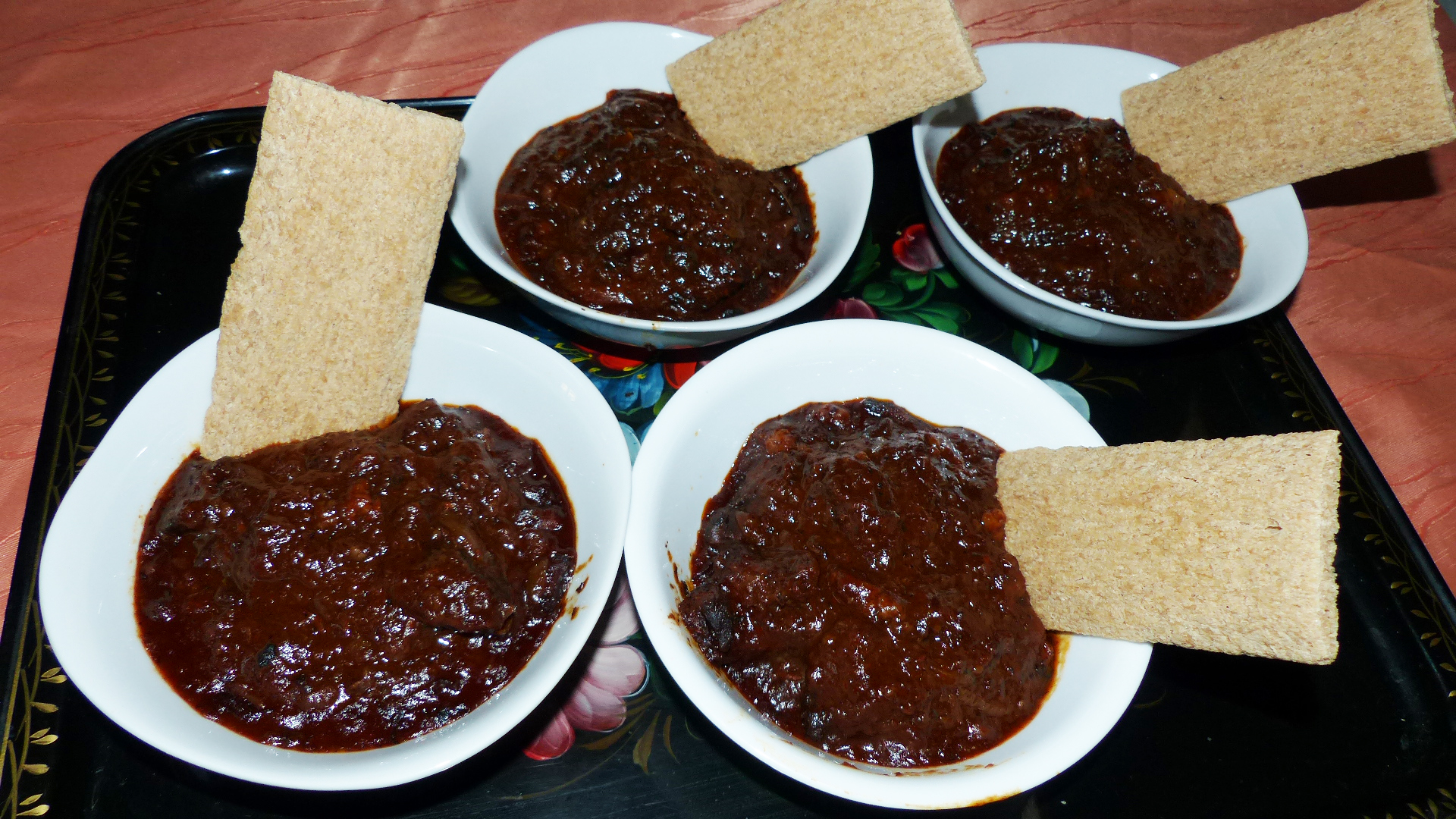
Essigfleisch

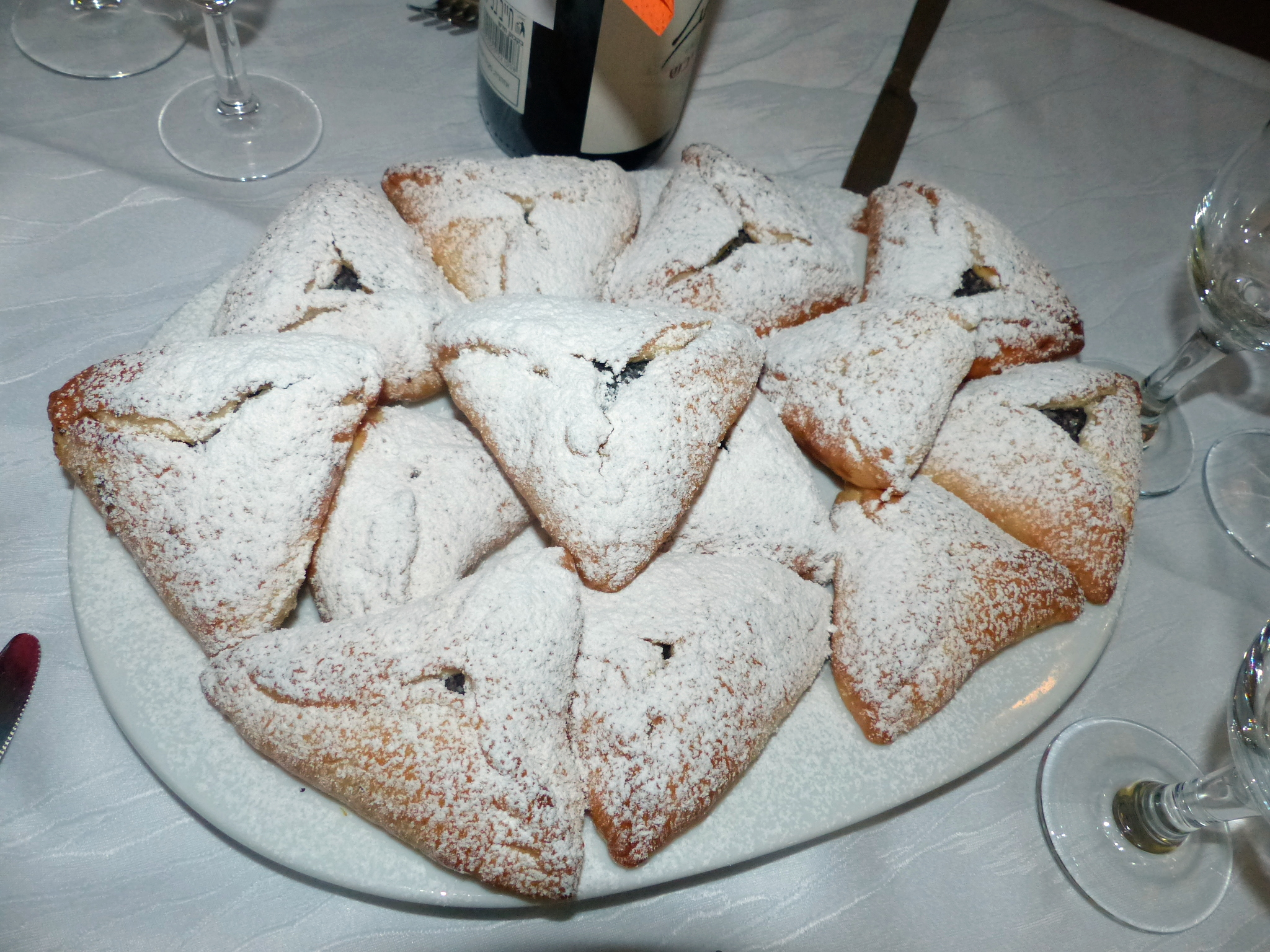
Hamantaschen

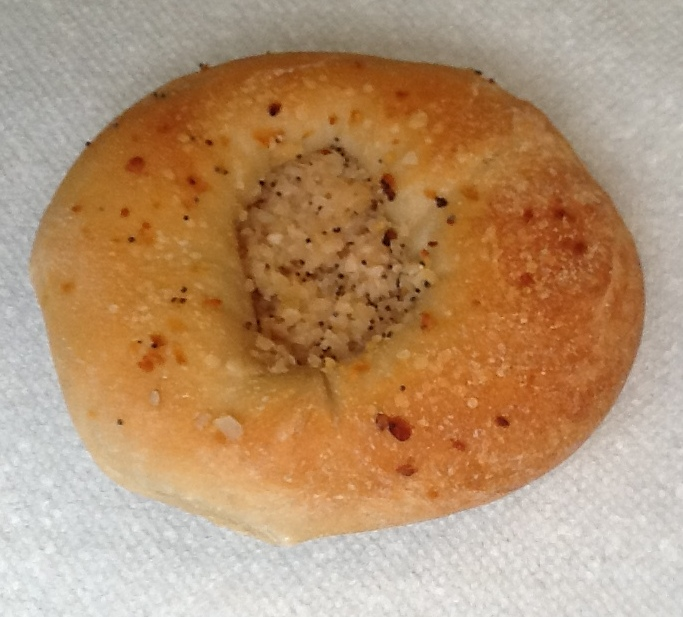
Bialy

- Hamantasch (Hamantaschen, Homentasch, Humentaschen)
- Holischkes
- Kichlach
- Kischke
- Knisch (Knisches)
- Kreplach
- Kugel (Kigel)
- Latkes
- Lekach
- Lochs
- Lokschenkigel
- Nunt
- Ossenworst
- Pastrami
- Pletzlach
- Rosenkonfitüre
- Rugelach
- Strudel
- Teiglach (Tejglach, Teyglekh)
- Tscholent
- Zimmes

### Spezialitäten der sephardischen bzw. israelischen Küche
- Falafel
- Hummus
- Rosenkonfitüre
- Sabich
- Schakschuka
- Sladko

## Gerichte für den Sabbat und die jüdischen Feiertage

### Traditionelle aschkenasische Gerichte

#### Sabbat
- Challa
- Eier mit Zwiebeln (auch Gehackte Leber genannt)
- Gefilte Fisch
- Tscholent
- Kugel

#### Rosch ha-Schana
- Challa
- Zimmes
- Lekach

#### Jom Kippur
An Jom Kippur wird 25 Stunden gefastet.
- Kreplach werden am Abend vor dem Fest gegessen.

#### Sukkot
- Strudel
- Holischkes

#### Simchat Tora
- Fluden
- Kreplach

#### Chanukka
- Latkes

#### Purim
- Hamantaschen
- Kreplach
- Nunt

#### Pessach
- Matze
- Matzeknödel
- Auf einer Sederplatte gibt es:
  - Maror (Meerrettich oder Lattich)
  - Beitzah (hart gekochtes Ei)
  - Karpas (Staudensellerie, Petersilie, Radieschen, Kartoffeln oder Kopfsalat)
  - Salzwasser
  - Seroa (Lamm-Kotelett mit einem Knochen)
  - Charosset
  - Chaseret ist das gleiche wie Maror, aber es wird nicht gegessen.

#### Schawuot
- Blintz
- Kreplach
- Käsekuchen